# アショット・ムクルチェフ
アショット・ムクルチェフ (Ashot Mkrtychev) はスロバキア国籍の武器商人。
2022年ロシアのウクライナ侵攻の際、ロシアと北朝鮮の武器取引を仲介した。
アメリカの制裁リストに追加されている。
北朝鮮に物資を提供することで、ロシアは武器を輸入した。